# Jaume Planas i Simó
Jaume Planas i Simó (Barcelona, 5 de juny de 1889 - Barcelona, 4 de maig de 1974) fou director, tenor i compositor.

## Biografia
Fou un músic polifacètic que començà actuant en cafès i el 1923 interpretà La traviata al Liceu, es passà al gènere de l'opereta i va escriure música per al cinema, com la sardana Terra catalana de la pel·lícula Mercedes (1932).
El 1928 actuà a l'Havana amb la companyia d'Esperanza Iris. A través de la seva activitat com a director d'orquestrines, fou un dels introductors del jazz a Catalunya amb les cèlebres sessions a la Granja Royal de l'orquestra de Jaume Planas y sus Discos Vivientes amb la que participà en 1932 en la primera comèdia del cine sonor espanyol, el musical Mercedes de Josep Maria Castellví i Marimon, protagonitzada per Josep Santpere i Pei. Més tard esdevingué funcionari de l'Ajuntament de Barcelona i contrabaix de l'Orquestra del Liceu.
Es va casar amb la italiana Guillermina Corio.